# ナースのお仕事のサウンドトラック
ナースのお仕事のサウンドトラック（ナースのおしごとのサウンドトラック）では、フジテレビ系で放送されたテレビドラマ『ナースのお仕事』各作品と劇場版のサウンドトラックについて述べる。
本項目では、以下の5作品について記述する。
- ナースのお仕事 オリジナル・サウンドトラック
- ナースのお仕事2 オリジナル・サウンドトラック
- ナースのお仕事3+ベスト オリジナル・サウンドトラック
- ナースのお仕事ザ・ムービー オリジナル・サウンドトラック
- ナースのお仕事4+ベスト オリジナル・サウンドトラック

## ナースのお仕事 オリジナル・サウンドトラック
1996年7月から9月にかけて放送された第1シリーズ『ナースのお仕事』のサウンドトラックである。
収録曲
PROMISE to PROMISE(PIANO)のみ、小室哲哉が作曲を担当。それ以外は鴨宮諒による。
1. THE HOSPITAL
2. TIJUANA CLINIC
3. DADABADA
オープニングの後のCMクレジットの際に流れる。劇中にも流れる。
4. 21
5. SWING SWING
6. AN ANGEL'S PIANO
クライマックスのシーンで主に流れる。
7. WHITE ROVE
いつもエンディングで流れる曲。
8. NURSES
9. HABANERA HOSPITAL BRASS BAND
10. Dr.R
水島のテーマ曲。
11. MAMBO OPERATION
12. HABANERA HOSPITAL
13. PANIC
オープニングで流れる曲。劇中にも流れる。
14. Dr.R(ROUGH)
前曲『Dr.R』のラフ・バージョン。
15. KOMIK
16. NURSES(SLOW TEMPO)
前曲『NURSES』のスロウ・テンポ・バージョン。
17. SWING SWING(VOX)
前曲『SWING SWING』のヴォックス・バージョン。
18. DADABADA(SLOW TEMPO)
前曲『DADABADA』のスロウ・テンポ・バージョン。
19. WINDOWS&FLOWERS
20. AN ANGEL'S HORN
21. PHOTOGRAPH
22. SWING SWING(SLOW SLOW)
前曲『SWING SWING』のスロウ・スロウ・バージョン。
23. PROMISE to PROMISE(PIANO)
主題歌のピアノ・バージョン。
24. NURSE CALL

## ナースのお仕事2 オリジナル・サウンドトラック
1997年10月から12月に放送された第2シリーズ『ナースのお仕事2』のサウンドトラック。
収録曲
作曲は全曲鴨宮諒が担当。 
1. PANIC
オープニングで流れる曲。劇中でも流れる。
2. DADABADA
オープニングの後のCMクレジットの際に流れる。劇中にも流れる。
3. DOUBLE LINE
4. SHOKO
尾崎のテーマ曲。
5. EASY DAYS
主題歌のインストバージョン。
6. Dr.K
牧原のテーマ曲。
7. HABANERA HOSPITAL
8. TIJUANA CLINIC
9. BATTLE DAYS
主題歌のインストバージョン。
10. WHITE ROVE 2
後曲『WHITE ROVE』の新バージョン。
11. KRANKEN
12. DADABADA(SLOW)
前曲『DADABADA』のスロウバージョン。
13. TIJUANA PANIC
14. EMERGENCY CALL
15. LOVELY DAYS
主題歌のインストバージョン。
16. SEE YOU・・・
17. SHOKO(SLOW)
前曲『SHOKO』のスロウバージョン。
18. SWING SWING
19. HABANERA SCIENCE
20. CREEPING
21. IMPRESS DAYS
主題歌のインストバージョン。
22. Dr.K(SLOW)
前曲『Dr.K』のスロウバージョン。
23. HABANERA VIBRAPHONE
24. WHITE ROVE
いつもエンディングで流れる曲。
25. NUESES

## ナースのお仕事3+ベスト オリジナル・サウンドトラック
2000年4月から9月に放送された第3シリーズ『ナースのお仕事3』のサウンドトラック。2枚組。
Disc1 収録曲
PROMISE to PROMISE関連の楽曲以外は鴨宮諒が作曲を担当。
1. THE HOSPITAL
2. DADABADA
3. SWING SWING
4. TIJUANA CLINIC
5. LOVE LOVE
6. WHITE ROVE
7. AN ANGEL'S PIANO
8. NURSES
9. HABANERA HOSPITAL BRASS BAND
10. Dr.R
11. MAMBO OPERATION
12. HABANERA HOSPITAL
13. TIJUANA PANIC
14. KOMIK
15. IZUMI
16. MADOKA
17. SHOKO(SLOW TEMPO)
18. SAWADA'S HOUSE
19. WINDOWS & FLOWERS
20. AN ANGEL'S HORN
21. PANIC
22. KRANKEN
23. APARTMENT
24. SWING SWING(SLOW SLOW)
25. PROMISE to PROMISE(PIANO)
  - 作曲:小室哲哉、編曲:鴨宮諒
26. PROMISE to PROMISE(song by ALISA)
  - 作詞:小室哲哉、作詞:前田たかひろ、作曲:小室哲哉、編曲:小室哲哉

Disc2 収録曲
Days(song by ALISA)、BREAK ALL DAY!関連の楽曲とEASY DAYS、PROMISE to PROMISE(ORGAN)以外は鴨宮諒が作曲を担当。
1. Days(song by ALISA)
  - 作詞:五十嵐充、作曲:五十嵐充、編曲:五十嵐充
2. NURSES(SLOW TEMPO)
3. SWING SWING(VOX)
4. DADABADA(SLOW TEMPO)
5. DOUBLE LINE
6. SHOKO
7. LOVE LOVE(PIANO)
8. 21
9. TIJUANA FLUTE
10. Dr.R(SLOW TEMPO)
11. MADOKA PANIC
12. BREAK ALL DAY!(UKULELE)
  - 作曲:Canthy Dennis、作曲:H.Rustan、作曲:Tor Erik Hermensen、作曲:Mikkel Eriksen、編曲:鴨宮諒
13. EASY DAYS
  - 作曲:五十嵐充、編曲:Tsuta Kobayashi
14. PROMISE to PROMISE(ORGAN)
  - 作曲:小室哲哉、編曲:Tsunta Kobayashi
15. Dr.K
16. DADABADA(SLOW SLOW)
17. RUSH HOUR IN HOSPITAL
18. IZUMI(PIANO)
19. WHITE ROVE 2
20. IZUMI(GUITAR)
21. MINI MINI
22. MADOKA TOUCH
23. HABANERA VIBRAPHONE
24. NURSE CALL!!!
25. SEE YOU・・・
26. CREEPING
27. LOVELY DAYS
28. BREAK ALL DAY!(TV Ver. song by ALISA)
  - 日本語詞:サエキけんぞう、作詞:Cathy Dennis、作詞:H.Rustan、作詞:Tor Erik Hermensen、作詞:Mikkel Eriksen、作曲:Cathy Dennis、作曲:H.Rustan、作曲:Tor Erik Hermensen、作曲:Mikkel Eriksen、編曲:ダンス☆マン

## ナースのお仕事ザ・ムービー オリジナル・サウンドトラック
2002年に公開された映画『ナースのお仕事 ザ・ムービー』のオリジナル・サウンドトラック。
収録曲
VACATION(INST)以外は全て鴨宮諒が作曲を担当。
1. PANIC
オープニングで流れる曲。劇中にも流れる。最初のほうには、映画の最後のシーンの朝倉と尾崎の声が収録されている。
2. IZUMI
朝倉のテーマ曲。朝倉と高杉が海を走っているシーンで使用された。
3. VACATION(INST)
  - 作曲:CONNIE FRANCIS、作曲:HANK HUTER、作曲:GARY WESTON、編曲:鴨宮諒

朝倉と赤木が病棟対抗歌合戦の練習で使用していた曲。主題歌のインストバージョン。
4. NURSES
5. KRANKENS WALTZ
ナースのお仕事2 オリジナル・サウンドトラックに収録されている『KRANKEN』のワルツバージョン。
6. OSCILLO SCOPE
リネン室での高杉と朝倉のやり取りで使用された。パート1から使用されている曲だが、アルバムに収められるのは今回が初めて。
7. POLICE
警察が登場するシーンで使用された。
8. KRANKENS WALTZ(PIANO)
前曲「KRANKENS WALTZ」のピアノバージョン。
9. RUSH HOUR IN HOSPITAL
弁当屋が特製焼肉弁当を届けるシーンで使用された。
10. WHITE ROVE
尾崎が、猿渡の誕生パーティーをしているのに対して叱るシーンで使用された。
11. SNIPER
途中、前曲「POLICE」に似た部分がある。その部分は高杉が特別捜査本部から、走り出したシーンで使用された。ただ映画を見ているだけだと「POLICE」と思う人が多い。
12. NURSE CALL THE MOVIE
パート1からパート3までに使われた、緊迫感のある曲をリミックスして作った曲。朝倉が撃たれ、病院に運ばれるシーンで使用された。
13. IZUMI(PIANO)
前曲「IZUMI」のピアノバージョン。
14. AN ANGEL'S PIANO
朝倉がナースステーションに入って来るシーンで使用された。
15. THE HOSPITAL
最後、尾崎が婦長に決まったシーンで使用された。

## ナースのお仕事4 オリジナル・サウンドトラック
2002年7月から9月に放送された第4シリーズ『ナースのお仕事4』のオリジナル・サウンドトラック
収録曲
作曲はすべて鴨宮諒による。　
1. PANIC
オープニングで流れる曲。劇中にも流れる。
2. DADABADA(TV MIX)
ナースのお仕事 オリジナル・サウンドトラックに収録されている「DADABADA」のテレビ・ミックス。このバージョンもパート1から使用されているが、アルバムに収められるのは今回が初めて。
3. IZUMI
朝倉のテーマ曲。
4. SHOKO
尾崎のテーマ曲。
5. HIROMI
河合のテーマ曲。
6. NURSES
7. DOUBLE LINE
8. JUNPEI
永島のテーマ曲。
9. KENTARO(RAG)
後曲『KENTARO』のラーガ・バージョン。
10. KENTARO
高杉のテーマ曲。
11. RUSH HOUR IN HOSPITAL
12. HIROMI(MARCH)
前曲『HIROMI』のマーチ・バージョン。
13. WHITE ROVE
いつもエンディングで流れる曲。